# Quatuor Kontra
Le Quatuor Kontra (Kontra Kvartetten en danois) est un quatuor à cordes danois fondé en 1973.

## Historique
Le Quatuor Kontra, du nom de son premier violon et fondateur, Anton Kontra (en), est créé en 1973,.
Les membres fondateurs sont, outre Kontra, Boris Samsing au second violon, Peter Fabricius à l'alto et Morten Zeuthen au violoncelle.
L'ensemble est un défenseur et diffuseur du répertoire scandinave. Il a notamment créé de nombreuses œuvres de compositeurs danois et enregistré des intégrales des quatuors à cordes de Dvořák, Kodály, Carl Nielsen, Rued Langgaard, Vagn Holmboe et Per Nørgård,.
Le quatuor est ensemble de l'État danois entre 1990 et 1993.
Les instruments joués par les membres de la formation sont des violons de Stradivarius (1703) et de Carlo Ferdinando Landolfi (1785), un alto de Giovanni Battista Ceruti (en) (1812) et un violoncelle de Marengo Romano Rinaldi (1911).

## Membres
Les membres du quatuor sont :
- premier violon : Anton Kontra ;
- second violon : Boris Samsing ;
- alto : Peter Fabricius ;
- violoncelle : Morten Zeuthen, Hans Nygaard (à partir de 2000[2]).